# Taça de Portugal 1939/40
Die Taça de Portugal 1939/40 war die zweite Austragung des portugiesischen Pokalwettbewerbs. Er wurde vom portugiesischen Fußballverband ausgetragen. Das Finale fand am 7. Juli 1940 im Estádio do Lumiar von Lissabon statt. Pokalsieger wurde Vorjahresfinalist Benfica Lissabon.
Außer dem Finale wurden die Runden in Hin- und Rückspiel ausgetragen. Bei Gleichstand in den beiden Spielen gab es ein Entscheidungsspiel.

## Teilnehmende Teams
| Primeira Divisão (10) | Segunda Divisão (4)                                      | Madeira-Meister (1) |
| --- | -------------------------------------------------------- | ------------------- |
| - Académica de Coimbra - Académico FC - Carcavelinhos FC - FC Barreirense - Belenenses Lissabon - Benfica Lissabon - FC Porto - Leixões SC - Sporting Lissabon - Vitória Setúbal | - Boavista Porto - Casa Pia AC - SC Farense - SC Covilhã | - Marítimo Funchal  |

## Achtelfinale
Marítimo Funchal erhielt ein Freilos
|                      | Gesamt |                   | Hinspiel | Rückspiel |
| -------------------- | ------ | ----------------- | -------- | --------- |
| Benfica Lissabon     | 11:10  | Casa Pia AC       | 9:0      | 2:1       |
| Belenenses Lissabon  | 13:00  | SC Covilhã        | 7:0      | 6:0       |
| Académica de Coimbra | 5:6    | Boavista Porto    | 5:1      | 0:5       |
| FC Barreirense       | 4:1    | Académico FC      | 1:0      | 3:1       |
| SC Farense           | 00:15  | Sporting Lissabon | 0:6      | 0:9       |
| Leixões SC           | 04:22  | FC Porto          | 01:12    | 03:10     |
| Carcavelinhos FC     | 6:5    | Vitória Setúbal   | 1:5      | 5:0       |

## Viertelfinale
|                     | Gesamt |                   | Hinspiel | Rückspiel |
| ------------------- | ------ | ----------------- | -------- | --------- |
| Benfica Lissabon    | 8:2    | Carcavelinhos FC  | 6:1      | 2:1       |
| FC Barreirense      | 8:2    | Marítimo Funchal  | 3:2      | 5:0       |
| FC Porto            | 13:00  | Boavista Porto    | 7:0      | 6:0       |
| Belenenses Lissabon | 5:4    | Sporting Lissabon | 4:1      | 1:3       |

## Halbfinale
|                  | Gesamt |                     | Hinspiel | Rückspiel |
| ---------------- | ------ | ------------------- | -------- | --------- |
| Benfica Lissabon | 7:3    | FC Barreirense      | 5:2      | 2:1       |
| FC Porto         | 5:5    | Belenenses Lissabon | 1:1      | 4:4       |

### Entscheidungsspiel
|          | Ergebnis |                     |
| -------- | -------- | ------------------- |
| FC Porto | 2:0      | Belenenses Lissabon |

## Finale
| Paarung             | Benfica Lissabon – Belenenses Lissabon |
| Ergebnis            | 3:1 (2:0) |
| Datum               | 7. Juli 1940 |
| Stadion             | Estádio do Lumiar, Lissabon |
| Schiedsrichter      | Santos Palma |
| Tore                | 1:0 Francisco Rodrigues (15.) 2:0 Alfredo Valadas (34.) 3:0 Guilherme Espírito Santo (65.) 3:1 Rafael Correia (78.) |
| Benfica Lissabon    | António Martins – Francisco Elói, Francisco Ferreira , Álvaro Gaspar Pinto – César Ferreira, Francisco Albino, Guilherme Espírito Santo, Joaquim Teixeira – Alexandre Brito, Alfredo Valadas, Francisco Rodrigues. Cheftrainer: János Biri ( Ungarn) |
| Belenenses Lissabon | Salvador Jorge – Óscar Tarrio, Francisco Gatinho – Mariano Amaro , Francisco Gomes, Alberto Gomes – Alejandro Scopelli, Perfeito Rodrigues, Rafael Correia, Artur Quaresma, Horacio Tellechea. Cheftrainer: Alejandro Scopelli ( Argentinien)        |